# جریان جابجایی ماکسول
در الکترو مغناطیس جریان جابجایی مقداری است که در معادلات ماکسول ظاهر می‌شود و بر اساس نرخ تغییرات میدان جابجایی الکتریکی تعریف شده‌است. جریان جابجایی دارای واحد چگالی جریان الکتریکی است و همانند جریان‌های واقعی،یک میدان مغناطیسی وابسته دارد. میدان جریان جابجایی، میدان حاصل از جابجایی بارها نیست بلکه حاصل از تغییرات زمانی میدان الکتریکی است. در مواد، توزیعی از حرکات بسیار کوچک بارها در درون اتم‌ها نیز وجود دارد.
ایده اولیه توسط جیمز کلرک مکسول در مقاله‌ای که در سال ۱۸۶۱ با عنوان On Physical Lines of Force, Part III، در رابطه با جابجایی ذرات الکتریکی در محیط دی الکتریک منتشر کرد، ارائه شد. ماکسول جریان جابجایی را به عبارت جریان الکتریکی در قانون جریان آمپر اضافه کرد. ماکسول در سال ۱۸۶۵ در مقاله‌ای با عنوان A Dynamical Theory of the Electromagnetic Field، از ویرایش اصلاح شدهٔ قانون آمپر، برای استنتاج قانون موج الکترومغناطیسی استفاده کرد. این استنتاج به دلیل تجمیع الکتریسیته، مغناطیس و اپتیک در یک تئوری، به عنوان نقطه عطفی تاریخی در فیزیک شناخته شده‌است. در حال حاضر عبارت جریان جابجایی به عنوان عبارت کاملاً درستی شناخته می‌شود که معادلات ماکسول را کامل کرده و برای تعریف پدیده‌های زیادی، به خصوص وجود امواج الکترومغناطیس لازم است.

## تعریف
جریان الکتریکی جابجایی به صورت زیر تعریف می‌شود:
{\displaystyle D=\epsilon _{0}E+P}
که در آن:
{\displaystyle \epsilon _{0}} ضریب نفوذپذیری فضا،
E چگالی میدان الکتریکی،
P قطبیت محیط است.
با دیفرانسیل‌گیری از این معادله نسبت به زمان، چگالی جریان جابجایی تعریف می‌شود، که در یک دی الکتریکی دارای دو عبارت است:
{\displaystyle J_{D}=\epsilon _{0}{\frac {\partial E}{\partial t}}+{\frac {\partial P}{\partial t}}}
عبارت اول در سمت راست معادله بالا در مادهٔ واسط و در فضا وجود دارد. این عبارت لزوماً از حرکت حقیقی بار به وجود نمی‌آید، اما به دلیل داشتن جریان حاصل از حرکت بار، دارای یک میدان مغناطیسی وابسته است. بسیاری از نویسندگان نام جریان جابجایی را برای عبارت اول به کار می‌برند.
عبارت دوم در سمت راست حاصل از تغییر قطبیت مولکول‌های مادهٔ دی الکتریک است. قطبیت زمانی ایجاد می‌شود که بار مولکول‌ها از یک موقعیت، تحت تأثیر میدان الکتریکی جابجا می‌شود. بارهای مثبت و منفی از هم جدا شده و باعث افزایش میزان قطبیت P می‌شود. تغییر در میزان قطبیت باعث جابجایی بار می‌شود و بنابراین، معادل یک جریان است.
قطبیت هما جریان جابجایی است که در ابتدا توسط ماکسول تعریف شده بود. ماکسول خلأ را به‌طور خاص مورد بررسی قرار نداد و آن را به عنوان یک مادهٔ واسط در نظر گرفت. برای ماکسول، اثر P، تغییر نفوذپذیری نسبی εr در رابطهٔ D = εrε0 E بود.
تعریف نوین جریان جابجایی به صورت زیر است.

### دی الکتریک ایزوتروپیک
در این مورد ساده، معادلهٔ ترکیب، به صورت زیر است:
{\displaystyle D=\epsilon E}
که در آن نفوذپذیری به صورت {\displaystyle \epsilon =\epsilon _{r}\epsilon _{0}} است.
{\displaystyle \epsilon _{r}} نفوذپذیری نسبی مادهٔ دی الکتریک و
{\displaystyle \epsilon _{0}} ثابت الکتریکی است.
در این معادله، استفاده از ε به دلیل قطبیت مادهٔ دی الکتریک است.
مقدار اسکالر جریان جابجایی را می‌توان بر حسب شار الکتریکی، به صورت زیر بیان کرد:
{\displaystyle I_{D}=\epsilon {\frac {\partial \phi _{E}}{\partial t}}}
حالت‌های ظاهر شده در عبارت‌های ε تنها برای مواد ایزوتروپیک خطی صحیح هستند. به صورت عمومی تر، ε را می‌توان با یک تانسور که می‌تواند وابسته به میدان الکتریکی است، یا می‌تواند وابستگی فرکانسی را نشاند دهد، جایگزین کرد.
برای یک دی الکتریک خطی ایزوتروپیک، قطبیت P به صورت زیر است:
{\displaystyle P=\epsilon _{0}\chi _{e}E=\epsilon _{0}(\epsilon _{b}-1)E}
که در آن {\displaystyle \chi _{e}} ظرفیت الکتریکی دی الکتریک است. باید به یاد داشت که:
{\displaystyle \epsilon =\epsilon _{r}\epsilon _{0}=(1-\chi _{e})\epsilon _{0}}

## التزامات
در ادامه بعضی مفاهیم مربوط به جریان جابجایی که با مشاهدات تجربی و لازمه‌های تثبیت برای تئوری الکترومغناطیس، سازگار هستند.

### عمومیت قانون مدار آمپر

#### جریان در خازن‌ها
مثالی که نیاز ما به جریان جابجایی را نشانی می‌دهد در رابطه با خازن‌هایی است که مادهٔ واسطی بین صفحاتش ندارد. خازن در حال شارژ نشان داده شده در شکل را در نظر بگیرید. این خازن در یک مدار قرار دارد که بار را (در یک سیم خارج از خازن) از صفحهٔ سمت چپ به صفحه س سمت راست منتقل می‌کند و باعث شارژ شدن خازن و افزایش میدان الکتریکی بین صفحات می‌شود. همان جریان (مثلاً I) با خروج از صفحهٔ چپ، به صفحهٔ سمت راست وارد می‌شود. با وجود اینکه جریان از خازن عبور می‌کند، هیچ باری بین دو صفحه و توسط خلأ جابجا نمی‌شود. با این وجود یک جریان مغناطیسی، علاوه بر وجود یک جریان، بین صفحات قرار دارد. تعریف به این صورت است که جریان جابجایی ID در خلأ جریان پیدا می‌کند و میدان مغناطیسی بین دو صفحه را طبق قانون آمپر تولید می‌کند:
{\displaystyle \oint _{C}B.dl=\mu _{0}I_{D}}
که در آن:
{\displaystyle \oint _{C}} انتگراد روی خم بسته c،
B میدان مغناطیسی بر حسب تسلا،
dl حاصلضرب داخلی بردار،
µ۰ یک المان بسیار کوچک بر روی خم c، یعنی برداری که اندازه اش برابر با المان c و جهتش مماس با c است،
ثابت مغناطیسی است که به نام ضریب نفوذپذیری خلأ نیز شناخته می‌شود،
IDنیز جریان جابجایی ای است که از یک سطح کوچک که توسط خم c احاطه شده، می‌گذرد.
میدان مغناطیسی بین صفحات همانند میدان بیرون صفحات است، بنابراین جریان جابجایی باید برابر با جریان القایی در درون سیم‌ها باشد، یعنی،
{\displaystyle I_{D}=I}
که این عبارت مفهوم جریان فراتر از جابجایی بار بسط می‌دهد. این جریان جابجایی به شارژ شدن خازن مربوط است. فرض این جریان استوانهٔ فرضی باشد که صفحه سمت چپ را احاطه کرده‌است. جریان I به بیرون سطح سمت چپ استوانه L حرکت می‌کند، اما هیچ جریان هدایتی ای (انتقال بارهای حقیقی) از سطح سمت راست R عبور نمی‌کند. باید توجه داشت که میدان الکتریکی بین صفحات E، با افزایش بار خازن بیشتر می‌شود. این رفتاری است که توسط قانون گوس، بدون در نظر گرفتن مادهٔ دی الکتریک بین صفحات، تعریف می‌شود:
{\displaystyle Q(t)=\epsilon _{0}\oint _{S}dS.E(t)}
در رابطهٔ بالا S، سطح استوانهٔ فرضی است. اگر یک خازن با صفحات موازی، با میدان الکتریکی یکنواخت را در نظر بگیریم، و از اثرات لبه‌های صفحات صرف نظر کنیم، این رابطه بدست می‌آید:
{\displaystyle {\frac {{\text{d}}Q}{{\text{d}}t}}=I=\epsilon _{0}\oint _{S}dS.{\frac {\partial E}{\partial t}}\approx -S\epsilon _{0}{\frac {\partial E}{\partial t}}}
علامت منفی به دلیل این است که بار صفحه را ترک می‌کند (بار در حال کاهش است) و S مساحت صفحهٔ R است. میدان الکتریکی در صفحهٔ L صفر است زیرا میدان مربوط به بار در صفحهٔ سمت راست توسط بار مساوی اما مخالف بر روی صفحهٔ سمت چپ از بین می‌رود. با در نظر گرفتن توزیع یکنواخت میدان الکتریکی در درون خازن، چگالی جریان جابجایی با تجزیهٔ مساحت صفحات به دست می‌آید:
{\displaystyle J_{D}={\frac {I_{D}}{S}}=-{\frac {I}{S}}=\epsilon _{0}{\frac {\partial E}{\partial t}}={\frac {\partial D}{\partial t}}}
در این رابطه I جریانی است که صفحهٔ استوانه‌ای را ترک می‌کند (و باید برابر با –ID باشد تا برآیند دو جریان صفر شود) و JD شار بار بر واحد سطح به درون سطح استوانه‌ای از سطح R است.
با ترکیب این نتایج، در صورتی که عبارت چگالی جریان جابجایی به چگالی جریان هدایتی اضافه شده باشد، میدان مغناطیسی با استفاده از صورت انتگرالی قانون آمپر، و در نظر گرفتن سطح محیطی دلخواه به دست می‌آید (تساوی آمپر-ماکسول):
{\displaystyle \oint _{\partial S}B.dl=\mu _{0}\int _{S}(J+\epsilon _{0}{\frac {\partial E}{\partial t}}).dS}
این تساوی بیان می‌کند که انتگرال میدان مغناطیسی B حول یک حلقه ∂S برابر با مجموع جریان عبوری J از هر سطح دلخواه احاطه شده توسط حلقه به علاوه عبارت جریان جابجایی عبوری ε۰ ∂E / ∂t از همان سطح است. با اعمال تساوی آمپر-ماکسول برای سطح S1 رابطهٔ زیر بدست می‌آید:
{\displaystyle B={\frac {\mu _{0}I}{2\pi r}}}
همچنین با اعمال این قانون به سطح S2 که توسط خم احاطه شده اما بین دو صفحه قرار دارد، داریم:
{\displaystyle B={\frac {\mu _{0}I_{D}}{2\pi r}}}
هر صفحه‌ای که سیم را قطع کند، جریان I از آن عبور می‌کند بنابراین قانون آمپر مقدار صحیح میدان مغناطیسی را محاسبه می‌کند. همچنین هر صفحه‌ای که توسط همان حلقه احاطه شود، اما در فضای بین دو صفحه قرار گیرد، هیچ بار عبوری ندارد، اما عبارت ε۰ ∂E / ∂t منبع ثانویه‌ای برای میدان مغناطیسی در کنار جریان هدایتی بار است. به دلیل اینکه جریان الکتریکی بار را در صفحات خازن افزایش می‌دهد، میدان الکتریکی بین این صفحات افزایش پیدا می‌کند، و نرخ تغییرات میدان الکتریکی مقدار واقعی میدان مغناطیسی B را که در بالا پیدا شد، محاسبه می‌کند.

#### محاسبات ریاضی
در یک روش ریاضیاتی تر، می‌توان همین نتایج را با استفاده از تساوی‌های دیفرانسیلی مربوط به دست آورد. برای سادگی یک محیط غیر مغناطسی که ضریب نفوذپذیری نسبی در آن یک است، را در نظر بگیرید و فرض کنید پیچیدگی جریان مغناطیسی (جریان مرزی) وجود ندارد، بنابراین، M=۰ و J=Jf. جریانی که یک حجم را ترک می‌کند باید برابر با نرخ کاهش بار در هما حجم باشد. در شکل دیفرانسیلی، معادلهٔ پیوستگی به صورت زیر است:
{\displaystyle \nabla .J_{f}=-{\frac {\partial \rho _{f}}{\partial t}}}
سمت چپ معادله دیورژانس چگالی جریان و سمت راست نرخ کاهش چگالی بار آزاد است. همچنین قانون آمپر در شکل اصلی خود بیان می‌کند:
{\displaystyle \nabla \times B=\mu _{0}J_{j}}
که نشان می‌دهد که دیورژانس عبارت جریان برابر صفر می‌شود و باعث تناقض معادلهٔ پیوستگی می‌شود. (صفر شدن دیورژانس حاصل از این مفهوم ریاضی است که دیورژانسی کرل همواره برابر با صفر است) این تضاد با اضافه کردن جریان جابجایی از بین می‌رود، بنابراین:
{\displaystyle \nabla \times B=mu_{0}(J+\epsilon _{0}{\frac {\partial E}{\partial t}})=\mu _{0}(J_{f}+{\frac {\partial D}{\partial t}})}
و
{\displaystyle \nabla (\nabla \times B)=0=\mu _{0}(\nabla .J_{f}+{\frac {\partial }{\partial b}}\nabla .D)}
که با توجه به قانون گوس با معادلهٔ پیوستگی سازگاری دارد:
{\displaystyle \nabla .D=\rho _{f}}

### انتشار موج
اضافه کردن جریان جابجایی همچنین باعث انتشار موج با کرل گفتن از معادله برای میدان مغناطیسی می‌شود.
{\displaystyle J_{D}=\epsilon _{0}{\frac {\partial E}{\partial t}}}
به جایگزین این عبارت برای J در قانون آمپر، و فرض این که چگالی جریان آزاد در J وجود ندارد، داریم:
{\displaystyle \nabla \times B=\mu _{0}J_{D}}
در نتیجه:
{\displaystyle \nabla \times (\nabla \times B)=\mu _{0}\epsilon _{0}{\frac {\partial }{\partial t}}\nabla \times E}
همچنین:
{\displaystyle \nabla \times E=-{\frac {\partial }{\partial b}}B}
که حاصل معادلهٔ موج است:
{\displaystyle -\nabla \times (\nabla \times B)=\nabla ^{2}B=\mu _{0}\epsilon _{0}{\frac {\partial ^{2}}{\partial t^{2}}}B={\frac {1}{c^{2}}}{\frac {\partial ^{2}}{\partial t^{2}}}B}
که در رابطهٔ بالا از مفهوم برداری که برای هر میدان برداری صحیح است اسفتاده شده است:
{\displaystyle \nabla \times (\nabla \times B)=\nabla (\nabla .V)-\nabla ^{2}V}
و این که دیورژانس میدان مغناطیسی برابر با صفر است. یک معادل برای معادلهٔ موج را می‌توان با کرل گرفتن، برای میدان الکتریکی به دست می‌آید:
{\displaystyle \nabla \times (\nabla \times V)=-{\frac {\partial }{\partial t}}\nabla \times B=-\mu _{0}{\frac {\partial }{\partial t}}(J+\epsilon _{0}{\frac {\partial }{\partial t}}E)}
اگر J، P و ρ صفر باشند، حاصل به صورت زیر است:
{\displaystyle \nabla ^{2}E=\mu _{0}\epsilon _{0}{\frac {\partial ^{2}}{\partial t^{2}}}E={\frac {1}{c^{2}}}{\frac {\partial ^{2}}{\partial t^{2}}}E}
میدان الکتریکی را می‌توان به صورت کلی زیر نشان داد:
{\displaystyle E=-\nabla \phi -{\frac {\partial A}{\partial t}}}
که φ پتانسیل الکتریکی (که می‌توان برای ارضا کردن معادلهٔ پوواسان انتخاب شود) و A یک پتانسیل برداری است. جز در سمت راست، جز قانون گاوس است هما جزئی است که مربوط به بقای بار که قبلاً ذکر شد، است. عبارت دوم در سمت راست معادله مربوط به معادلهٔ موج الکترومغناطیس است، چون عبارتی است که مربوط به کرل E است. با توجه به مفهوم برداری که کرل گرادیان برابر صفر است، ∇φ به ∇×E مربوط نیست.

## پیشینه و تفسیر
جریان جابجایی ماکسول در بخش سوم از مقالهٔ 'On Physical Lines of Force' که در سال ۱۸۶۱ منتشر کرد، پذیرفته شده بود. مباحث کمی در فیزیک مدرن به اندازهٔ جریان جابجایی باعث سردرگمی و سوءتفاهم شده‌اند. این به دلیل این است که ماکسول از مولکول‌های گردابی بسیاری در استنتاجات خود استفاده کرده اما کتب فیزیک مدرن، بر این پایه که جریان جابجایی می‌تواند در فضای آزاد وجود داشته باشد، کار می‌کنند. استنتاج ماکسول در فضا با علم روز که بر پایهٔ سازگاری بین قانون آمپر برای میدان مغناطیسی و معادلهٔ پیوستگی برای بار الکتریکی ایجاد شده، مرتبط نیس.
منظور ماکسول توسط خودش در بخش اول، صفحه ۱۶۱ این‌گونه بوده‌است:
من پیشنهاد می‌کنم پدیدهٔ مغناطیس را از یک زاویه دید مکانیکی مورد بررسی قرار دهیم و مشاهده کنیم که شه تنش‌هایی به داخل یا حرکانی از یک محیط می‌توانند پدیدهٔ مکانیکی مورد بررسی را ایجاد کنند.
او در ذکر اینکه این طرز عملکرد، قابل تناسب است:
مؤلف این روش برای ارائه، قصد شرح منشأ نیروهای مشاهده شده با توجه به کرنش‌های ایجاد شده در جسم الاستیک را ندارد، اما از تشابهات ریاضی این دو مسئله برای کمک به درک این مسئله در حل آن کمک می‌کند.
در بخش III در رابطه با جریان جابجایی می‌گوید:
من فرض کردم که جسم در حال چرخش یک ماده از سلول‌های مشخص باشد که هر کدام توسط دیواره‌های سلولی که از ذراتی که نسبت به خود سلول‌ها بسیار کوچک‌تر هستند، از هم جدا شده‌اند و اینکه به دلیل حرکت این ذرات و کنش‌های مماسی بر روی ماده در سلول‌ها است که این چرخش از یک سلول به سلول دیگی منتقل می‌شود.
ماکسول در بارهٔ مغناطیس‌سازی کار می‌کرد در حالی که همان تعریف به وضوح در بارهٔ قطبیت دی الکتریک نیز صادق است.
ماکسول با استفاده از قانون نیوتون برای سرعت صوت (Lines of Force، بخش III، تساوی (۱۳۲))، اضافه کرد که «نور در همان محیطی که موجب پدیدهٔ الکتریکی و مغناطیسی است، از نوسانات مختلفی تشکیل شده‌است.»
با این همه، گفته‌های بالا تعریف مغناطیسی از جریان جابجایی است، برای مثال، بر اساس دیورژانس معادلهٔ کرل بالا، تعریف ماکسول قطبیت دی الکتریک را به صورت زیر تعریف می‌کند:
این جابجایی... آغاز یک جریان است... مقدار جابجایی بستگی به طبیعت جسم دارد، و در نیروی الکتروموتیو اگر h جابجایی، R نیروی الکتروموتیو، و E ثابتی که بستگی به طبیعت دی الکتریک دارد، داریم:
{\displaystyle R=-4\pi E^{2}h}
و اگر r مقدار جریان الکتریکی حاصل از جابجایی باشد:
{\displaystyle r={\frac {{\text{d}}h}{{\text{d}}t}}}
این روابط مستقل از همهٔ تئوری‌های مربوط به مکانیزم‌های مربوط به دی الکتریک‌ها است؛ اما زمانی که نیروی الکتروموتیو که جابجایی الکتریکی را در یک دی الکتریک ایجاد می‌کند می‌یابیم، و وقتی که دی الکتریک بازیابی شده را از حالت جابجایی الکتریکی اش می‌یابیم... نمی‌توانیم این پدیده را معادل با یک جسم الاستیک در نظر بگیریم، که در برابر فشار تسلیم می‌شود و پس از حذف فشار، به حالت اولیهٔ خود بازگردد. بخش III- The theory of molecular vortices applied to statical electricity، صفحات ۱۴–۱۵.
با چند تغییر علامت (و واحد): r → J، R → −E، و ثابت ماده E−۲ → ۴π εrε۰، این تساوی‌ها شکل آشنای زیر را به خود می‌گیرد:
{\displaystyle J={\frac {\text{d}}{{\text{d}}t}}{\frac {1}{4\pi E^{2}}}E={\frac {\text{d}}{{\text{d}}t}}\epsilon _{r}\epsilon _{0}E={\frac {\text{d}}{{\text{d}}t}}D}
زمانی که ماکسول در مقالهٔ A Dynamical Theory of the Electromagnetic Field که در سال ۱۸۶۵ منتشر کرد، به استنتاج معادلهٔ الکترومغناطیس از جریان جابجایی رسید، مشکل دیورژانس غیر صفر مربوط به قانون گوس و جابجایی دی الکتریک را با حذف عبارت گوس و استنتاج معادلهٔ موج تنها برای بردار میدان مغناطیسی سلونویدی مورد بررسی قرار داد.
تأکید ماکسول بر روی قطبیت توجهات را به مدار خازن الکتریکی جلب کرد و به این باور متداول که ماکسول از جریان جابجایی ارائه کرده بود که بقای بار را در یک مدار خازن الکتریکی حفظ می‌کند، رهنمون شد. مفاهیم قابل بحثی دربارهٔ تفکرات ماکسول، از نیاز او به تکامل تقارن معادلات میدان، تا نیاز به رسیدن سازگاری با معادلات پیوستگی، وجود دارد.